# Muzeum Regionalne w Trzebini
Muzeum Regionalne w Trzebini – placówka wystawiennicza poświęcona historii rozwoju przemysłu w Trzebini. Otwarta została 25 sierpnia 2010 roku przy ul. Grunwaldzkiej 1 wraz z wydzielonym terenem szybu „Zbyszek” zlikwidowanej Kopalni Węgla Kamiennego „Siersza”, na którym znajduje się wieża szybowa oraz budynek z maszyną wyciągową. Od 1996 roku placówka funkcjonowała jako znacznie skromniejsze Muzeum Ziemi Trzebińskiej. Początkowo eksponaty, zgromadzone przez Stowarzyszenie Miłośników Ziemi Trzebińskiej „COR”, wystawiano w dwóch pomieszczeniach na terenie Dworu Zieleniewskich w Trzebini. W 2004 r. władze Miasta Trzebini użyczyły Stowarzyszeniu obiekt dawnej łaźni górniczej na terenie nieczynnego szybu „Zbyszek” w Trzebini (ul. Grunwaldzka 1), gdzie wkrótce otwarto Stałą Wystawę Przemysłową. W budynku przeprowadzono prace remontowe i w 2006 r. uruchomiono wystawę poświęconą tematyce 200-lecia tradycji górniczej na Ziemi Trzebińskiej.
Wśród eksponatów prezentowanych w muzeum można zobaczyć m.in. stare sztandary, proporce okolicznościowe, medale i odznaki, mapy górnicze i pozwolenia na prowadzenie eksploatacji górniczej. Roboczy i galowy strój górnika, zdjęcia ukazujące bogatą historię zlikwidowanej Kopalni Węgla Kamiennego „Siersza” i ZG „Trzebionka” oraz różnego rodzaju aparaty i urządzenia górnicze (pochłaniacze, lampy akumulatorowe, aparaty tlenowe i ucieczkowe, znaczki identyfikacyjne, metanomierze). Znajdują się tam również archiwalne książki i foldery poświęcone górnictwu, miniaturowe modele urządzeń górniczych m.in. przenośników, wagonów, szybów, obudów zmechanizowanych i drewnianych, wentylatorów, kołowrotów.